# Wii Music
Wii Music  es un juego desarrollado por Nintendo para la consola Wii, el cual simula el manejo de instrumentos musicales a través del Wiimote. El juego es parte de la serie Wii de Nintendo.
En la primera semana de noviembre de 2008 fue lanzado en España, aunque el juego había sido insinuado como uno que vendría con el lanzamiento de la consola, en fecha no específica. Shigeru Miyamoto, uno de los creativos de Nintendo, se había limitado a confirmar el año de salida; prefiriendo trabajar Super Mario Galaxy y Wii Fit, en vez de hacer los tres a la vez.
Según Miyamoto, quien siempre soñó con llegar a dirigir una orquesta, Wii Music  pone en manos de los usuarios esa posibilidad que él tanto anhelaba.
Los afamados compositores de Nintendo, Kōji Kondō y Kazumi Totaka, son dos de las personas que han supervisado el proyecto.
Con el movimiento de las manos frente a la consola, en Wii Music el jugador sigue el ritmo de un amplio repertorio musical para coordinar y dirigir virtualmente no sólo obras de Mozart o Beethoven, sino incluso de John Lennon, The Police, The Jackson 5 y Earth Wind & Fire
Al acto de lanzamiento efectuado en España asistieron la ministra española de Educación y la directora de orquesta Inma Shara, quienes reconocieron que el juego es una herramienta pedagógica divertida.

## Banda sonora
Wii Music incluye una combinación de canciones de dominio público, música proveniente de juegos de Nintendo y 15 temas licenciados. La banda sonora incluye:

### Música clásica
- Himno de la alegría De Beethoven.
- Marcha nupcial De Wagner.
- El lago de los cisnes De Chaikovski.
- Sinfonía del nuevo mundo De Antonín Dvořák
- Minueto en sol mayor De Christian Petzold
- Pequeña serenata nocturna De Mozart
- El Danubio azul De Johann Strauss II
- Carmen De Bizet
- La primavera, de las cuatro estaciones De Vivaldi (Solo disponible en el minijuego Mii Director)

### Música tradicional
- American Patrol De F.W. Meacham
- The Entertainer De Scott Joplin
- Campanita del lugar Canción popular francesa
- Do-Re-Mi
- My Grandfather’s Clock De Henry Clay Work
- Cumpleaños feliz De Mildred Hill y Patty Hill
- Yankee Doodle Canción popular de EE. UU.
- Frère Jacques Canción popular francesa
- Sur le pont d’Avignon Canción popular francesa
- La chocolatera De Rodrigo Roque y Jose Franz
- Turkey in the Straw Canción popular EE. UU.
- On, My Darling De Clementine Percy Montrose
- Scarborough Fair Canción popular inglesa
- Long, Long Ago De Thomas Haynes Bayly
- Hänschen Klein Canción popular alemana
- O Tannenbaum Canción popular alemana
- Desde Santurce a Bilbao Canción popular española
- Sakura Sakura Canción popular japonesa
- Troika Canción popular rusa
- La Bamba Canción popular mexicana
- Sobre las olas De Juventino Rosas
- La Cucaracha Canción popular mexicana
- Bzzz, Bzzz Canción popular alemana (Solo disponible en el minijuego Sinfonía de campanas)

### Música popular
- Daydream Believer del grupo The Monkees
- Sukiyaki de Kyu Sakamoto
- Jingle Bell Rock
- Please Mr. Postman de The Marvelettes y The Carpenters
- The Loco-Motion de Little Eva
- Woman de John Lennon
- Every Breath You Take de The Police
- September del grupo Earth, Wind & Fire
- Material Girl de Madonna
- Wake Me Up Before You Go-Go De Wham!
- I’ll Be There de los Jackson 5
- I’ve Never Been to Me de Charlene
- Carros de Fuego de Vangelis

### Música de videojuegos
- Tema principal de The Legend of Zelda
- Circuito Mute City, de F-Zero
- Tema principal de Super Mario Bros.
- Tema principal de Animal Crossing: Wild World
- K.K. Blues, de Animal Crossing
- Tema principal de Wii Sports
- Tema principal de Wii Music

## Instrumentos del juego
Wii Music cuenta con más de 60 instrumentos en total, y se dividen en 7 tipos, según la forma en la que haya que tocarlos.
| Tipo           | Instrumentos |
| -------------- | --- |
| Tipo Piano     | Piano, Piano galáctico, Piano de juguete, Clavecín, Arpa, Dulcémele, Marimba, Vibráfono, Tambores metálicos, Campanillas, Disfraz de perro, Disfraz de gato, Timbales de orquesta, Rapero. |
| Tipo Guitarra  | Guitarra acústica, Ukelele, Guitarra eléctrica, Guitarra galáctica, Banjo, Sitar, Shamisen, Arpa de boca, Bajo eléctrico, Contrabajo, Bajo galáctico |
| Tipo Trompeta  | Trompeta, Cuerno galáctico, Saxofón, Clarinete, Flauta dulce, Acordeón, Gaita, Cuerno NES, Cantante, Tuba. |
| Tipo Flauta    | Flauta travesera, Armónica. |
| Tipo Violín    | Violín, Violonchelo. |
| Tipo Percusión | Batería básica, Batería de rock, Batería de jazz, Batería latina, Batería de reggae, Batería de baladas, Batería galáctica, Tambor de marcha, Bombo, Taiko, Congas, Congas galácticas, Yembé, Timbales, Maracas, Pandereta, Campanas, Castañuelas, Cencerro, Palmas, Caja de ritmos, Cinturón negro, Animadora. |
| Otros Tipos    | Güiro, Cuica, Silbato, Platos de DJ. |

## Modos de juego

### Improvisación
Es el modo principal del juego. Hay 3 formas de improvisación:
- ¡A tu aire!: Este modo permite seleccionar un instrumento y tocar inmediatamente. También se puede elegir la opción Tocar con los profesores: Cuando se empiece a tocar, los profesores del juego se unirán, tocando al ritmo que marque el jugador.

- Rápida: En esta forma de improvisación, el juego elige al azar la canción, el instrumento, la sección, el escenario y el estilo en que tocará el jugador. Este modo permite guardar videos.

- Personal: Una improvisación personal, el jugador puede elegir el escenario, la canción, el instrumento y la sección que interpretar. Además, tras tocar una sección se guarda automáticamente para que el jugador pueda tocar otra sección, mientras la sección anterior sigue siendo interpretada. Al igual que en rápida, permite guardar el video.

### Clases
En este modo el profesor te enseña conceptos sobre la música, y cómo modificar las notas de las canciones. Hay 2 tipos de clases: Técnicas Básicas y Técnicas Avanzadas, y 11 estilos musicales diferentes: Pop, rock, reggae, marcha, jazz, clásico, latino, tango, electrónico, japonés y hawaiano.  

### Minijuegos
En Wii Music, además de las clases y los modos de interpretación también hay 3 minijuegos de temática musical, en los que también se puede jugar hasta 4 jugadores.
- Mii director: En este minijuego se utiliza el mando de Wii como batuta y el jugador debe mover el mando para guiar la orquesta e interpretar la canción lo mejor posible.
- Sinfonía de campanas: A cada jugador se le asignarán dos campanas de colores, que debe tocar con el mando de Wii y el Nunchuck en el momento adecuado para tocar correctamente la canción.
- Tono perfecto: En este minijuego se hacen una serie de preguntas para agudizar el oído musical. Por ejemplo: ¿Qué dos Mii tocan la misma nota?. Hay 8 niveles en total con dificultad progresiva.

### Modo Batería
Para este modo es necesario tener una Wii Balance Board. En este modo se puede simular tocar una batería de forma más realista que en otros modos y, también permite grabar improvisaciones.